# Adrián Lucero
Óscar Adrián Lucero (n. 16 de agosto de 1984, Las Heras, Mendoza, Argentina) es un futbolista argentino que actualmente milita en el Skoda Xanthi A. O. de la Super Liga de Grecia.
Se desempeña como mediocampista defensivo o marcador de punta por el sector izquierdo, aunque ha jugado también de mediocampista central, siempre compartiendo el centro del campo con otro volante de marca, haciendo las veces de un doble pivote.

## Trayectoria
Comenzó su trayectoria en Independiente Rivadavia. En este club, lamentablemente, nunca pudo jugar un partido oficial en primera.

### Newell's Old Boys
Debutó en el año 2004 bajo la conducción técnica de Américo Gallego, y fue parte del equipo que obtuvo el Torneo Apertura 2004.
En el año 2007 logró estabilizarse entre los titulares, siendo uno de los futbolistas de mayor trayectoria dentro del plantel.

### Problemas y posterior libertad de acción
A principios de 2008, Lucero fue excluido del plantel de primera división debido a problemas con el expresidente de Newell's Old Boys, Eduardo López. Debido a esto, Lucero no pudo disputar el Torneo Clausura 2008, y quedó en junio de 2008 en libertad de acción, y con su pase en su poder. Así, cerró su etapa como jugador de Newell's con 87 partidos y cuatro goles. Tras el conflicto, se incorporó a Racing.

### Racing Club
En su primera temporada en “La Academia”, coincidió nuevamente con Ricardo Caruso Lombardi, Lucero disputó 35 encuentros (34 de titular) y anotó cinco tantos. En la segunda temporada decayó la cantidad de partidos y goles: 26 partidos y un solo gol. En la 2010/2001, Miguel Ángel Russo, entrenador de Racing, no lo tuvo en cuenta. Así, “El Negro” realizó la pretemporada junto a Juan Barbas, técnico de la reserva. Sin minutos jugados, abandonó en julio de 2011 la entidad y se marchó a Olimpo de Bahía Blanca.

### Olimpo de Bahía Blanca
En el equipo bahiense jugó 15 partidos, en la Primera División, y anotó un gol en el equipo de Omar De Felippe. Tras la llegada de Héctor Rivoira, Lucero tuvo una discusión con él y fue separado del plantel.

## Clubes
| Club                    | País      | Año           | Partidos | Goles |
| ----------------------- | --------- | ------------- | -------- | ----- |
| Independiente Rivadavia | Argentina | 2000 - 2004   | 0        | 0     |
| Newell's Old Boys       | Argentina | 2004 - 2008   | 82       | 4     |
| Racing Club             | Argentina | 2008 - 2011   | 61       | 6     |
| Olimpo                  | Argentina | 2011 - 2012   | 16       | 1     |
| Panthrakikos            | Grecia    | 2012 - 2013   | 35       | 6     |
| AEK Larnaca             | Chipre    | 2013-2014     | 15       | 0     |
| Apollon Smyrnis         | Grecia    | 2014          | 14       | 2     |
| Skoda Xanthi            | Grecia    | 2014-presente | 61       | 7     |

## Palmarés

### Campeonatos nacionales
| Título           | Club              | País      | Año    |
| ---------------- | ----------------- | --------- | ------ |
| Primera División | Newell's Old Boys | Argentina | A-2004 |